# National-Airlines-Flug 102
Auf dem National-Airlines-Flug 102 stürzte am 29. April 2013 ein Frachtflugzeug des Typs Boeing 747-428BCF mit dem Luftfahrzeugkennzeichen N949CA der US-amerikanischen National Airlines kurz nach dem Start vom US-Luftwaffenstützpunkt Bagram in Afghanistan ab. Ziel war der Flughafen Dubai-World Central. Alle sieben Besatzungsmitglieder kamen dabei ums Leben. Das Unglück wurde anschließend von Mitarbeitern des afghanischen Verkehrsministeriums in Zusammenarbeit mit Experten des NTSB, der FAA und dem Flugzeughersteller Boeing untersucht.

## Unfallhergang
Der Absturz wurde von einer Dashcam aufgezeichnet, die durch die Windschutzscheibe eines Militärfahrzeugs filmte. Im Video ist zu erkennen, wie die Maschine aus einem extrem steilen Anfangssteigflug abkippt und in einen Sackflugzustand gerät. Das Flugzeug kann nicht mehr abgefangen werden, prallt mit geringer Vorwärtsgeschwindigkeit, aber hoher Sinkgeschwindigkeit auf den Boden und geht in Flammen auf. Kurz nach dem Absturz hatten afghanische Taliban behauptet, im Rahmen einer am 28. April 2013 begonnenen „Frühjahrsoffensive“ das Flugzeug abgeschossen zu haben. Diese Behauptung wird von Experten bestritten; auf den Filmaufnahmen gibt es keine Anzeichen eines Abschusses.

## Ursache
Der im Juli 2015 veröffentlichte Abschlussbericht des NTSB nennt als Unfallursache mehrere Faktoren. Aufgrund unzureichender Ladungssicherung rissen die Haltegurte des hinteren der fünf geladenen Militär-Geländewagen. Dieser rutschte nach hinten, durchbrach das hintere Druckschott und beschädigte zwei Hydrauliksysteme. Außerdem kollidierte die hintere Stoßstange des Fahrzeugs mit der Gewindespindel für die Trimmungseinstellung der Höhenleitwerksflosse, sodass diese abbrach. Dadurch war keine Höhensteuerung mehr möglich, was zu der überzogenen Fluglage und letztlich zum Absturz führte. Die im Heck befindlichen Flugschreiber des Flugzeugs zeichneten schon wenige Sekunden nach dem Abheben keine Daten mehr auf, da auch deren Zuleitungen bei der Ladungsverschiebung beschädigt worden waren. Zunächst war angenommen worden, dass sich durch das Verrutschen der Ladung der Schwerpunkt des Flugzeugs so weit nach hinten verschoben hatte, dass eine Steuerbarkeit nicht mehr gegeben war. Diese These konnte aber durch Simulationen widerlegt werden, bei denen festgestellt wurde, dass bei intakter Höhensteuerung diese Situation sogar mit den zwei ausgefallenen Hydrauliksystemen auch im ungünstigsten Fall hätte beherrscht werden können.
Die gebrochene Gewindestange wurde daher als Hauptabsturzursache identifiziert.
Das NTSB stellte zudem fest, dass statt der fünf Militär-Geländewagen des 12 Tonnen schweren Typs M-ATV lediglich ein einziger hätte geladen werden dürfen, der mit 60 Verzurrgurten zu sichern gewesen wäre. Alle geladenen Fahrzeuge waren jedoch nur mit je 24 oder 26 Gurten gesichert, obwohl sogar die fehlerhaften Vorschriften von National Airlines 32 bzw. 46 Verzurrgurte vorschrieben. 
Die Ladevorschriften von Boeing und Telair, dem Hersteller des Ladesystems im Hauptdeck, waren von National Airlines nicht in die eigenen Handbücher übernommen worden, welche außerdem falsche Methoden für die Sicherung spezieller Ladungen enthielten. 
Der mit 18 Tonnen noch schwerere Radpanzer Cougar Mine Resistant Ambush Protected Vehicle, von dem drei Stück an Bord waren, hätte überhaupt nicht verladen werden dürfen, da die maximale Belastung des Laderaumbodens des Hauptdecks überschritten wurde.

## Vorgeschichte des Flugzeugs
Die Maschine wurde im Januar 1993 als Passagierflugzeug an Air France mit Triebwerken des Typs General Electric CF6 ausgeliefert. Im November 2007 wurde sie zum Frachtflugzeug (B747-428BCF) umgebaut. Im Oktober 2010 erfolgte der Verkauf an Air Atlanta Icelandic, welche die Maschine an National Air Cargo verleaste. Ab Juli 2011 wurde sie ins Eigentum der National Air Cargo übertragen.

## Darstellung in Medien
In der kanadischen Fernsehserie Mayday – Alarm im Cockpit wurde der Unfall in der zehnten Folge der 16. Staffel als Afghan Nightmare (deutscher Titel: Fataler Start in Afghanistan) nachgestellt.